# Rösjön (Näshults socken, Småland)
Rösjön är en sjö i Vetlanda kommun i Småland och ingår i Emåns huvudavrinningsområde. Sjön är 7,5 meter djup, har en yta på 0,16 kvadratkilometer och befinner sig 209 meter över havet.

## Delavrinningsområde
Rösjön ingår i det delavrinningsområde (634627-147774) som SMHI kallar för Utloppet av Grytesjön. Medelhöjden är 220 meter över havet och ytan är 29,51 kvadratkilometer. Räknas de 7 delavrinningsområdena uppströms in blir den ackumulerade arean 114,86 kvadratkilometer. Gårdvedaån som avvattnar avrinningsområdet har biflödesordning 2, vilket innebär att vattnet flödar genom totalt 2 vattendrag innan det når havet efter 137 kilometer. Delavrinningsområdet består mestadels av skog (69 procent) och jordbruk (18 procent). Avrinningsområdet har 0,82 kvadratkilometer vattenytor vilket ger det en sjöprocent på 2,8 procent.